# Hrabstwo Atchison (Kansas)

Piramida wieku hrabstwa

Hrabstwo Atchison – hrabstwo położone w USA w stanie Kansas z siedzibą w mieście Atchison. Założone 25 sierpnia 1855 roku.

## Miasta
- Atchison
- Effingham
- Lancaster
- Muscotah
- Huron

## Sąsiednie hrabstwa
- Hrabstwo Buchanan
- Hrabstwo Doniphan
- Hrabstwo Leavenworth
- Hrabstwo Platte
- Hrabstwo Jefferson
- Hrabstwo Jackson
- Hrabstwo Brown